# Pomarea maupitiensis
Pomarea maupitiensis (лат.) — вид птиц из семейства монархов (Monarchidae). Был эндемиком острова Маупити на островах Общества, входящих в состав Французской Полинезии. Вид исчез вскоре после того, как в 1823 году был собран типовой экземпляр.

## Систематика
Pomarea pomarea первоначально была описана в роде настоящих мухоловок. Ранее этот вид считался подвидом таитянской помареи до тех пор, пока вид не был разделён в 2012 году. Известен только по голотипу, самцу, который был собран в 1823 году Jules Poret de Blosseville во время экспедиции корвета «Coquille» на Маупити. Позже типовой экземпляр был потерян. Оперение было монохромно-блестяще чёрным. Клюв и ноги были чёрными.

## Вымирание
Причинами исчезновения вида, вероятно, являются размножение инвазивных млекопитающих, конкуренция с инвазивными птицами, уничтожение лесов и вытеснение деревьев, на которых он гнездился, инвазивными видами растений. Единственное сохранившееся доказательство былого существования вида — это рисунок Проспера Гарно и Рене Лессона, изображающий взрослого самца.